# Hozain
Hozain – rzeka we Francji, przepływająca przez teren departamentu Aube, o długości 24,6 km. Stanowi lewy dopływ rzeki Sekwany.